# Pachycephala collaris
El silbador de las Luisiadas (Pachycephala collaris) es una especie de ave paseriforme de la familia Pachycephalidae endémica del archipiélago de las Luisiadas.

## Taxonomía
Hasta 2015 se consideró una subespecie del silbador dorado, pero los estudios genéticos indicaron que era una especie separada, cuyo pariente más cercano sería el silbador colinegro.
Se reconocen dos subespecies:
- P. c. collaris - Ramsay, 1878: Se encuentra en todas las Luisiadas menos en isla Rossel;
- P. c. rosseliana - Hartert, 1898: Se encuentra únicamente en la isla Rossel.